# Ліпувка (Лодзинське воєводство)
Ліпувка (пол. Lipówka) — село в Польщі, у гміні Дашина Ленчицького повіту Лодзинського воєводства.
У 1975-1998 роках село належало до Плоцького воєводства.